# 보름달 (노래)
〈보름달〉은 대한민국의 가수 선미의 노래이다. 선미의 첫 미니 앨범 《Full Moon》의 타이틀곡으로, 2014년 2월 17일 발매되었다.

## 크레딧
- Written & Produced by 용감한 형제
- Lyrics by 용감한 형제
- Composed by 용감한 형제, 코끼리 왕국
- Arranged by 용감한 형제, 코끼리 왕국, 이정민
- Published by Brave Entertainment
- All instruments by 용감한 형제, 코끼리 왕국
- Computer programming by 용감한 형제, 코끼리 왕국
- Keyboards by 이정민
- Guitar by 오영준
- Background vocals by 마부스, 현승희
- Recorded by 엄세희 @Brave Ent
- Mixed by Phil Tan at Ninja Beat Club in Atlanta, GA
- Mixing assisted by Daniela Rivera at Ninja Beat Club Atlanta, GA
- Mastered by Brian Gardner for Bernie Grundman mastering, CA

## 차트

### 주간 차트
| 차트 (2013)                   | 최고 순위 |
| ----------------------------- | --------- |
| 대한민국 (가온 디지털 차트)   | 2         |
| 대한민국 (가온 스트리밍 차트) | 4         |
| 대한민국 (가온 다운로드 차트) | 1         |
| 대한민국 (가온 BGM 차트)      | 5         |